# مطار أبي
مطار أبي (بالإنجليزية: Ubay Airport)‏ (إياتا: UBY، إيكاو: RPSN) هو مطار عام يخدم مدينة وباي, بوهول ويشغل المطار هيئة الطيران المدني الفلبينية.